# Дохуя советчиков
«Дохуя́ сове́тчиков» — 14-й альбом белорусской панк-группы «Нейро Дюбель». Альбом стал доступен для бесплатного скачивания на официальном сайте группы 21 ноября 2012 года.

## Об альбоме
Подготовка альбома началась сразу после выхода прошлого диска «Афтары правды» в конце 2010 года. Однако из-за различных неурядиц новый альбом был завершён только через два года. Первоначально альбом должен был называться «Жаба». По словам лидера группы Александра Куллинковича он питает симпатию к жабам: «Лягушки мне не нравятся, а жаба символична — это что-то приземлённое, лягушка, которая не умеет прыгать». За несколько месяцев до объявленного релиза стало известно, что альбом сменил название на «Дохуя советчиков». Куллинкович пояснил: «Я очень давно хотел дать такое название альбому, лет 15 уже. Потому что действительно слишком много было советчиков! „Я бы сделал так, а я бы сделал так“. Так возьми, и сделай! Существует масса людей, которые ни хрена в этой жизни не делают, а только дают советы. И в принципе, эта фраза мне по жизни очень близка».
20 и 21 ноября 2012 года в минском клубе «Гудвин» состоялись концерты-презентации нового альбома. 21 ноября альбом «Дохуя советчиков» стал доступен для бесплатного скачивания на сайте группы. В альбом вошло 16 композиций, одна из которых записана на белорусском языке. Между некоторыми песнями звучат короткие стихи Куллинковича. В альбоме нет ненормативной лексики, кроме песни, давшей название альбому. Этот альбом стал более лёгким в плане звучания, в отличие от двух предыдущих работ группы. Здесь только одна тяжёлая песня «Козла», записанная в подражание Exploited. В качестве бонус-трека идёт песня «Алкогольный чих», имеющая ту же музыку, что и песня «Бифидокефир». Песня «Гуси-лебеди» впервые прозвучала в альбоме «Умные вещи» 1995 года. В этот раз для неё была сделана новая аранжировка. В альбоме присутствует кавер-версия песни «Куба — любовь моя». Первоначально эта песня была написана по случаю первого визита в СССР Фиделя Кастро в 1962 году. В своё время песню исполняли Иосиф Кобзон и Муслим Магомаев.

## Список композиций
| №                   | Название               | Автор(ы)                                | Длительность |
| ------------------- | ---------------------- | --------------------------------------- | ------------ |
| 1.                  | «1, 2, 3»              |                                         | 4:32         |
| 2.                  | «Карпатруп»            |                                         | 3:33         |
| 3.                  | «Лекарств»             |                                         | 2:56         |
| 4.                  | «Стих»                 |                                         | 0:10         |
| 5.                  | «Жаба»                 |                                         | 3:07         |
| 6.                  | «Козла»                |                                         | 2:17         |
| 7.                  | «Стих»                 |                                         | 0:10         |
| 8.                  | «Белтелеком»           |                                         | 2:40         |
| 9.                  | «Гуси-лебеди»          |                                         | 5:39         |
| 10.                 | «Мандаты»              |                                         | 3:00         |
| 11.                 | «Стих»                 |                                         | 0:10         |
| 12.                 | «Синяя птица»          |                                         | 1:56         |
| 13.                 | «Я ещё тёплый»         |                                         | 3:02         |
| 14.                 | «Стих»                 |                                         | 0:10         |
| 15.                 | «Бифидокефир»          |                                         | 3:27         |
| 16.                 | «Куба — любовь моя»    | Сергей Гребенников, Николай Добронравов | 2:36         |
| 17.                 | «Братья по уязвимости» |                                         | 3:48         |
| 18.                 | «Стих»                 |                                         | 0:11         |
| 19.                 | «Дохуя советчиков»     |                                         | 2:49         |
| 20.                 | «Стих»                 |                                         | 0:08         |
| 21.                 | «Сонце»                |                                         | 4:30         |
| 22.                 | «Стих»                 |                                         | 0:18         |
| 23.                 | «Алкогольный чих»      |                                         | 3:27         |
| Общая длительность: | Общая длительность:    | Общая длительность:                     | 54:34        |

## Участники записи
- Александр Куллинкович — вокал
- Юрий Наумов — бэк-вокал
- Виталий Абрамович — гитара
- Владимир Сахончик — гитара
- Евгений Бровко — бас-гитара
- Андрей Степанюк — ударные
- музыка — «Нейро Дюбель», кроме 16 — Александра Пахмутова
- слова — Александр Куллинкович, кроме 16 — Сергей Гребенников, Николай Добронравов
- запись, сведение, мастеринг — Игорь «Гарик» Плевин и Павел Юрцевич на студии «Осмос»[1]

## Рецензии
Мнения экспертов на сайте Experty.by разделились. Дмитрий Подберезский и Сергей Будкин похвалили альбом. В свою очередь Дмитрий Безкоровайный и Олег Климов посчитали альбом «сырым». Общий итог сайта — 7,25 из 10. По мнению внештатного эксперта сайта Виктора Семашко, этот альбом ровный и предсказуемый, потому что сделан Куллинковичем по давно разработанному им шаблону. Семашко поставил альбому 7 баллов.